# W jesieni (Tetmajer)
W jesieni – wiersz młodopolskiego poety Kazimierza Przerwy-Tetmajera, opublikowany w tomiku Poezje. Seria pierwsza w 1891. Utwór jest napisany przy użyciu strofy siedmiowersowej, rymowanej ababcca, układanej jedenastozgłoskowcem. Składa się z dwóch zwrotek.
O cicha, mglista, o smutna jesieni!
Już w duszę czar twój dziwny, senny spływa,
przychodzą chmary zapomnianych cieni,
tęsknota wiedzie je smutna i tkliwa,
ileż miłości, och, ileż kochania
umarła przeszłość z naszych serc pochłania,
z naszych serc biednych, z naszych serc bezdeni...